# Gebersdorf (Weihenzell)
Gebersdorf (fränkisch: Gehbasch-dorf bzw. Gehwasch-dorf) ist ein Gemeindeteil der Gemeinde Weihenzell im Landkreis Ansbach (Mittelfranken, Bayern). Die Gemarkung Gebersdorf hat eine Fläche von 6,701 km². Sie ist in 737 Flurstücke aufgeteilt, die eine durchschnittliche Fläche von 9092,22 m² haben. In ihr liegen neben dem namensgebenden Ort die Gemeindeteile Grüb und Wippendorf.

## Geografie
Im Weiler entspringt der Dorfbach, ein rechter Zufluss der Rippach. Im Osten grenzt das Langholz an, 1 km westlich liegt das Fuchsholz. Gemeindeverbindungsstraßen führen nach Wippendorf (1,1 km westlich), zur Staatsstraße 2246 (0,3 km südöstlich) und zur Kreisstraße AN 10 bei der Steinmühle (1,6 km nördlich).

## Geschichte
Aufgrund der Lage, der blockartigen historischen Flureinteilung und der Bestimmung von Gebersdorf als Bauerndorf ist eine hochmittelalterliche Ortsgründung im 11./12. Jahrhundert anzunehmen. Erstmals urkundlich erwähnt wurde der Weiler 1275 als „Gerwigesdorf“. Der Ortsname leitet sich vom Personennamen Gerwig ab und weist wahrscheinlich auf einen fränkischen Stammesfürsten mit diesem Namen als Gründer hin.
Im 16-Punkte-Bericht des Oberamtes Ansbach von 1684 wurden für Gebersdorf 6 Mannschaften verzeichnet: 5 Anwesen (2 Höfe, 2 Güter, 1 Gütlein) unterstanden dem Hofkastenamt Ansbach und 1 Anwesen dem Stiftsamt Ansbach. Außerdem gab es ein Gemeindehirtenhaus. Das Hochgericht und die Dorf- und Gemeindeherrschaft übte das brandenburg-ansbachische Hofkastenamt Ansbach aus.
Auch gegen Ende des 18. Jahrhunderts gab es in Gebersdorf sechs Anwesen. Das Hochgericht und die Dorf- und Gemeindeherrschaft übte weiterhin das Hofkastenamt Ansbach aus. Grundherren waren das Hofkastenamt Ansbach (2 Höfe, 2 Güter, 1 Schmiedgut) und das Stiftsamt Ansbach (1 Halbhof). Neben den Anwesen gab es als kommunale Gebäude das Hirtenhaus und das Brechhaus. Von 1797 bis 1808 unterstand der Ort dem Justiz- und Kammeramt Ansbach.
Im Rahmen des Gemeindeedikts wurde Gebersdorf dem 1808 gebildeten Steuerdistrikt Katterbach und der 1811 gegründeten Ruralgemeinde Katterbach zugeordnet. Mit dem Zweiten Gemeindeedikt von 1818 wurde Gebersdorf nach Weihenzell umgemeindet. Am 8. April 1830 wurde Gebersdorf in die neu gebildete Gemeinde Grüb umgemeindet. Am 1. Januar 1974 wurde diese im Zuge der Gebietsreform in Bayern nach Weihenzell eingemeindet.

### Bodendenkmäler
In der Gemarkung Gebersdorf gibt es drei Bodendenkmäler.

### Einwohnerentwicklung
| Jahr      | 001818 | 001840 | 001861 | 001871 | 001885 | 001900 | 001925 | 001950 | 001961 | 001970 | 001987 | 001999 | 002011 | 002017 |
| Einwohner | 69     | 58     | 66     | 63     | 74     | 41     | 53     | 69     | 43     | 39     | 47     | 43     | 43     | 45     |
| Häuser    | 10     | 11     |        |        | 9      | 10     | 8      | 8      | 8      |        | 9      |        |        |        |
| Quelle    | [ 18 ] | [ 19 ] | [ 20 ] | [ 21 ] | [ 22 ] | [ 23 ] | [ 24 ] | [ 25 ] | [ 26 ] | [ 27 ] | [ 28 ] | [ 29 ] |        | [ 1 ]  |

## Religion
Der Ort ist seit der Reformation evangelisch-lutherisch geprägt und bis heute nach St. Jakob (Weihenzell) gepfarrt. Die Einwohner römisch-katholischer Konfession waren zunächst nach St. Ludwig (Ansbach) gepfarrt, seit 1970 ist die Pfarrei Christ König (Ansbach) zuständig.